# Eric Roberts
Eric Anthony Roberts, ameriški filmski igralec, * 18. april 1956, Biloxi, Mississippi.
Svojo kariero je začel s filmom King of the Gypsies (1978), s katerim si je prislužil nominacijo za nagrado Golden Globe za najboljšega igralca. Tudi njegovi sestri Lisa Roberts Gillan in Julia Roberts ter hči Emma Roberts so uspešne igralke.

## Zgodnje življenje
Roberts je bil rojen v Biloxiju. Njegova mama Betty Lou Motes je bila nepremičninska posrednica, njegov oče Walter Grady Roberts pa je prodajal sesalnike. Starša sta se ločila in Betty Lou se je še enkrat poročila, in sicer z Michaelom Motesom. Michaelu in Betty Lou se je leta 1976 rodila hči z imenom Nancy. Eric je odraščal v Atlanti, Georgia, kjer je obiskoval srednjo šolo Grady High School.

## Kariera
Roberts je igral v filmih Raggedy Man (1981), The Pope of Greenwich Village (1984), The Coca-Cola Kid (1985), Nobody's Fool (1986), Best of Best (1989), S Sword (1991), Best of Best 2 (1993), The Immortals (1995), La Cucaracha (1998), Vice (1999) in Stiletto Dance (2001). Prav tako je igral v pomembnih stranskih vlogah v filmih Final Analysis (V zadnjem trenutku, 1992) in The Specialist (Specialist, 1994) ter The Prophecy II (1997). Leta 1996 se je pojavil še v TV filmu Doctor Who v vlogi kapitana.